# Алинци (община Могила)
Вижте пояснителната страница за други значения на Алинци.
Алинци (на македонска литературна норма: Алинци) е село в южната част на Северна Македония, в община Могила.

## География
Селото е равнинно разположено в областта Пелагония, североизточно от град Битоля и в източната част на община Могила. Най-близките села са Добрушево на северозапад, Мусинци на североизток, Путурус на югоизток и Будаково и Трап на югозапад.

## История
В XIX век Алинци е изцяло българско село в Прилепска кааза на Османската империя. Името му на турски е Али Оба или Али Обасъ. В „Етнография на вилаетите Адрианопол, Монастир и Салоника“, издадена в Константинопол в 1878 година и отразяваща статистиката на населението от 1873 година, Али Обасъ (Ali-Obassi) е посочено като село с 25 домакинства и 123 жители българи и 6 цигани.
В статистиката на Васил Кънчов („Македония. Етнография и статистика“) от 1900 година в района на Алинци са отбелязани Алинци Долно със 150 жители българи християни и Пусто Алинци със 114.
На Етнографската карта на Битолския вилает на Картографския институт в София от 1901 година Пусто Алинци е чисто българско село в Прилепската каза на Битолския санджак с 12 къщи а Али Оба е също чисто българско село с 19 къщи.
В началото на XX век населението на селото е под върховенството на Българската екзархия. По данни на секретаря на екзархията Димитър Мишев („La Macédoine et sa Population Chrétienne“) през 1905 година в Пусто Алинци има 96 българи екзархисти.
По време на българското управление на Вардарска Македония през Първата световна война Алинци е част от Добрушевска община в Битолска селска околия и има 91 жители.
Население след 1948 година:
| Година    | 1948 | 1953 | 1961 | 1971 | 1981 | 1991 | 1994 | 2002 |
| --------- | ---- | ---- | ---- | ---- | ---- | ---- | ---- | ---- |
| Население | 202  | 238  | 276  | 260  | 196  | 121  | 79   | 57   |

Според преброяването от 2002 година селото има 57 жители, всички северномакедонци.
| Националност     | Всичко |
| северномакедонци | 57     |
| албанци          | 0      |
| турци            | 0      |
| цигани           | 0      |
| власи            | 0      |
| сърби            | 0      |
| бошняци          | 0      |
| други            | 0      |